# Lallier
Lallier is een champagnehuis dat sinds 1906 in Ay is gevestigd. Het huis gebruikt alleen druiven uit de grand cru- en premier cru-gemeenten om champagnes te maken. De oprichter was René James Lallier maar het bedrijf is in 2004 gekocht door Francis Tribaut die de naam Lallier aanhield. Medio 2020 kocht Campari een meerderheidsbelang van 80% in het bedrijf en heeft een optie om de resterende aandelen ook te kopen. Het huis bezit 50 hectare wijngaard in de grand cru-gemeente Ay. Het huis onderscheidt zich van de andere door alleen druiven uit grand en premier cru-gemeenten te gebruiken. De pinot meunier wordt door dit huis niet verwerkt.

## Activiteiten

### Champagne
De druiven komen voor een deel van de 50 hectare eigen wijngaarden. Daar worden alleen pinot noir en chardonnay verbouwd en het huis gebruikt de pinot meunier niet voor de fabricage van champagne. Voor de eerste alcoholische gisting en de tweede of malolactische gisting die een deel van de jonge wijn in het voorjaar na de oogst ondergaat, worden door de gist in de kelders of op de schil van de druiven veroorzaakt. Een deel van de jonge wijn wordt gekoeld om de malolactische gisting die de wijn meer karakter geeft maar ook minder fruitig maakt te voorkomen. Een deel van de jonge wijn wordt in eikenhouten vaten gelagerd, de rest wordt bewaard in roestvrijstalen vaten.
Het huis dat alleen de tête de cuvée gebruikt assembleert wijnen van de laatste oogst met toegevoegde wijnen van eerdere oogsten uit de reserve in de kelder.
In die kelders die in het krijt onder Ay werden uitgehouwen kunnen de flessen na de toevoeging van de liqueur de tirage en de prise de mousse sur lie rijpen en zij worden gekeerd en geschud in ouderwetse pupitres. De remuage geschied met de hand.
Sommige flessen worden met een tijdelijke kurk afgesloten waarin een wigvormige opening is uitgespaard. Daardoor loopt een touw dat om de hals is geknoopt en de kurk ook tijdens de prise de mousse, waarbij de druk in de fles stijgt tot wel 5 atmosfeer, op zijn plaats houdt. Andere flessen krijgen een tijdelijke kurk met een ijzeren beugel.
De champagne mag tussen de 2 jaar en zes jaar op fles rijpen voor de dégorgement en de toevoeging van een dosage die zo gering mogelijk is. Bij sommige champagnes wordt geen suiker toegevoegd zodat een 'brut nature' wordt gebotteld. Nadat de definitieve kurk werd geplaatst laat men de champagne nog drie tot vijf maanden rusten.

### Wijnen
Het huis produceert verschillende wijnen:
- De GRANDE RÉSERVE Grand Cru van 65% Pinot noir uit Verzenay en 35% chardonnay uit Avize en Cramant werd aangevuld met 30% wijn uit de reserve. De champagne mocht twee tot drie jaar lang sur lie oftewel op gist rijpen. De dosage suiker is 9 gram per liter en de flessen mogen na de degorgement nog drie tot vijf maanden rusten. Dit is de Brut Sans Année, de meest verkochte wijn en het visitekaartje van het huis.
- De Blanc de Blancs Grand Cru is een blanc de blancs, een witte wijn van witte druiven. De druiven, het gaat om chardonnay, komen voor 70% uit Ay en verder uit de Côte des Blancs.
- De Rosé Premier Cru is een roséchampagne. De assemblage van 80% pinot noir en 20% chardonnay komt uit de grand cru- gemeenten Ay, Bouzy en Avize en de premier cru-gemeenten Mareuil-sur-Aÿen. Om ook in mindere jaren dezelfde kwaliteit en stijl te leveren is de assemblage aangevuld met een vijfde deel wijn uit de reserve. De witte wijn is op kleur gebracht met rode wijn uit de champagne. De dosage is 10 gram per liter.
- De Grand Dosage Grand Cru is met de dosage suiker van 20 gram per liter een sec-champagne. Deze wat zoetere wijn werd van 65% pinot noir uit Ay en Verzenay en 35% chardonnay uit 35% Avize en Cramant gemaakt en aangevuld met 30% wijn uit de reserve. De champagne mocht 3 of 4 jaar op gist rijpen.
- De Cuvée Blanc de Blancs Grand Cru werd van chardonnay uit de grand cru-gemeente Ay en grand cru's uit de Côte des Blancs gemaakt. Deze blanc de blancs mocht 36 tot 48 maanden op gist rijpen en na de dégorgement nog 3 tot 5 maanden rusten.
- De Zéro Dossage Grand Cru is een brut nature, een zeer droge champagne. In de liqueur d'expédition is de suiker (de dosage genoemd) weggelaten. Deze liqueur bestond uitsluitend uit wijn. Deze champagne is voor 65% uit pinot noir uit Aÿ en Verzenay en voor 35% uit chardonnay uit Avize en Cramant geassembleerd. De wijn werd met 40% wijnen uit de reserve, een ongebruikelijk hoog percentage, gemengd. De kwaliteit van een brut nature steekt zeer nauw, de gebreken van de wijn worden niet door de suiker gemaskeerd. De champagne wordt na de prise de mousse vier tot vijf jaar lang op gist te rijpen gelegd. Daarbij wordt de tijdelijke kurk met een beugel vastgezet.[5]
- De Cuvée Millésime 2005 Grand Cru is de cuvée de prestige van het huis. Een millésime kan men alleen in de beste wijnjaren maken. Deze champagne werd na vier of zes jaar rijpen in 2010 of 2012 op de markt gebracht. Het is een assemblage van 55% pinot noir uit Ay en 45% chardonnay uit grand cru-gemeenten in de Côte des Blancs. De dosage is 7 gram per liter.[6]